# Andreas Goller
Andreas Goller (né le 15 mars 1976 à Bolzano dans le Trentin-Haut-Adige) est un dirigeant sportif et un Agent de joueurs de football italien.

## Carrière
Pendant la saison d’hiver 2002/2003 la skieuse allemande Martina Ertl, plusieurs fois championne du monde et vainqueur de nombreuses médailles, devient la première cliente du dirigeant sportif.
En 2004, Andreas Goller devient le manager personnel de Kristian Ghedina, le descendeur italien le plus victorieux dans l’histoire du ski alpin. Après sa carrière de skieur, Ghedina deviendra pilote officiel BMW de Tourisme.
En 2006, le dirigeant sportif apparait dans le rôle d’un cycliste pour une publicité télévisée du Suzuki Burgman aux côtés du champion du monde du football, le capitaine du club de Turin de la Juventus Alessandro Del Piero.
À partir de la saison d’hiver 2007/2008 le vice-champion du monde de ski alpin Peter Fill devient client de l’agence de Management sportif FlashLight fondée par Andreas Goller.
En 2008, deux revues du secteur publicitaire et de la communication, “Werben&Verkaufen” et “Kontakter”, publient que Andreas Goller via la société FlashLight gère la promotion pour l'Allemagne du footballeur Luca Toni, champion du monde, attaquant de l’équipe italienne et du club FC Bayern München.